# Koboltstaler Köpfe
Die Koboltstaler Köpfe sind ein dreikuppiger, maximal etwa 673 m ü. NHN hoher Berg des Mittelgebirges Harz. Sie liegen zwischen Sankt Andreasberg und Sieber im gemeindefreien Gebiet Harz des Landkreises Göttingen in Niedersachsen.

## Geographische Lage
Die Koboltstaler Köpfe erheben sich im Oberharz im Naturpark Harz. Sie liegen rund 4 km südwestlich von Sankt Andreasberg (Braunlage) und etwa 4 km ostsüdöstlich von Sieber (Herzberg am Harz). Seine Ostflanke fällt zur Sperrlutter hin ab, in deren Tal etwa 1,8 km nordöstlich des Bergs Silberhütte (Braunlage) liegt.
Nach Südwesten erstreckt sich, großteils in Höhenlagen von 600 bis 650 m verlaufend, ein Bergrücken, der Gödeckenkopf oder Gödeckekopf genannt wird. Er wird im Westen vom Mittleren Gödeckental und im Osten vom Kleinen Gödeckental begrenzt. Nach Süden fällt er an seinem Ende steil in Richtung Großes Gödeckental hin ab.

## Berghöhe und -kuppen
Die höchste der drei Erhebungen der Koboltstaler Köpfe ist die etwa 673 m hohe Nordnordwestkuppe. Die beiden anderen Kuppen befinden sich etwa 300 m östlich (Nordnordostkuppe; ca. 670 m) und 350 m südsüdöstlich (Südkuppe; ca. 665 m). Zwischen den Nordkuppen liegt auf 667,4 m Höhe eine Waldweggabelung. Die drei Köpfe sind von allen Seiten mit Forstwegen erschlossen.

## Bewaldung
Die Koboltstaler Köpfe und der Gödeckenkopf sind fast ausschließlich mit Fichten bewaldet. Im Jahr 1596 wuchsen auf dem Gödeckenkopf bis in die Täler hinunter Buchen.

## Quelle
- Topographische Karte 1:25000, Nr. 4328 Bad Lauterberg im Harz